# Krasnojilsk
Krasnojilsk (ukrajinsky Красноїльськ, rusky Красноильск – Krasnoilsk, rumunsky Crasna Ilschi, německy Krasna Ilski) je sídlo městského typu v Černovické oblasti na Ukrajině. K roku 2004 měl přes devět tisíc obyvatel.

## Poloha a doprava
Krasnojilsk leží v severní Bukovině na říčce Bilce, levém přítoku Sučavy v povodí Siretu. Je vzdálen jen přibližně osm kilometrů severně od rumunsko-ukrajinské hranice. Nejbližší ukrajinské město je Storožynec přibližně dvacet kilometrů severovýchodně. Černovice, správní středisko oblasti, jsou vzdáleny přibližně čtyřicet kilometrů severovýchodně.

## Dějiny
První zmínka o Krasnojilsku je z patnáctého století. Do roku 1775 byl součástí Moldavského knížectví. Na konci rusko-turecké války v roce 1774 obsadilo Bukovinu habsburské impérium a její trvalé držení mu schválila v roce 1775 smlouva z Küçük Kaynarca. V habsburském impériu se jednalo nejdříve o součást Haličsko-vladiměřského království a následně od roku 1849 o samostatné Bukovinské vévodství.
V roce 1783 rozhodla rakouská komise pro dělení majetku v Bukovině vedená Janem Tadeášem Antonínem Peithnerem z Lichtenfelsu, že polovina vesnice patří Alexadrovi de Ilskému a jeho švagrovi Mironovi Gaffenkovi a druhá je majetkem Putenského kláštera.
Od roku 1786 se v obci usazovaly rolnické rodiny českých Němců a jejich přistěhovalectví pokračovalo i v průběhu 19. století. Později v roce 1940 však byli všichni bukovinští Němci přesídleni do nacistického Německa v rámci kampaně Domů do říše.
Po konci první světové války se obec stala součástí Rumunského království. Za druhé světové války ji nejprve v roce 1940 v rámci sovětské okupace Besarábie a Severní Bukoviny obsadil Sovětský svaz, pak ji v roce obsadily jednotky Rumunska a nacistického Německa v rámci operace Barbarossa a pak ji v roce 1944 znovu obsadila Rudá armáda. Po válce zůstala součástí Ukrajinské sovětské socialistické republiky. V roce 1968 získala status sídlo městského typu. Od roku 1991 je součástí nezávislé Ukrajiny.